# Banca Misr
La Banca Miṣr (in arabo بنك مصر‎?, Bank Miṣr), ossia "Banca d'Egitto", è la banca centrale fondata in Egitto dall'industriale e politico Tal'at Harb Pascià nel 1920.

## Operazioni
La banca ha filiali in tutti i Governatorati dell'Egitto e uffici di cambio e di concessione dei permessi di lavoro in tutto l'Egitto.
La Banca Miṣr presenta un lungo elenco di progetti d'investimento sul suo sito web, completo di pagine d'informazione sugli investitori per:
- Banche
- Servizi finanziari
- Industrie
- Turismo
- Comparti alimentari
- Edilizia abitativa
- Servizi economici
- Informazioni e telecomunicazioni

## Storia
- 1920 Tal'at Harb Pascià fonda la Banca nel 1920. Aveva già pubblicato nel 1907 e nel 1911 libri in cui esortava a fondare una banca nazionale con finanziatori egiziani (la National Bank of Egypt era di proprietà britannica e tutti gli altri istituti bancari erano di proprietà straniera, tanto da determinare la politica di crescita economica e di sviluppo industriale del Paese). Ṭalʿat Ḥarb ispirò le procedure e le finalità della Banca Misr a quelle della Deutsche Orientbank che ben conosceva per la sua amicizia col suo proprietario di una banca ebraica sefardita, la Banque Suarès. Ḥarb creò la Banca Misr e le consociate sulla base di precise concezioni: tutti i suoi atti dovevano essere redatti in lingua araba, che gli operatori bancari fossero cittadini egiziani e che la proprietà delle azioni fosse riservata ai soli cittadini egiziani. Il Consiglio direttivo della Banca Misr includeva per questo, senza alcuna preclusione di tipo religioso, un certo numero di egiziani israeliti sefarditi e un egiziano cristiano copto.
- 1926 La Banca Misr istituisce la Banque Misr-La France per servire i turisti egiziani in Francia.
- 1930 La Banca Misr e la Banca Essadine, in Libano, formano la Banca Misr-Syrie-Liban, che poi assorbe la Banca Ezzeddine & Adib (Izz al-Din) di Tripoli.
- 1939 la Banca Misr fallisce ma viene ricostituita.
- 1960 Gamal Abd al-Nasser nazionalizza tutte le banche in Egitto, nazionali e straniere, incluse le quattro principali banche egiziane — Banca Nazionale d'Egitto, Banca Misr, Banca di Alessandria e Banca del Cairo.
- 1961 La Siria nazionalizza tutte le banche che operano nel Paese, inclusa la Banca Misr.
- 1963 In Libia, la Banca Misr crea la Banca Araba Nahda per controllare le sue varie filiali locali.
- 1971 La Banca Misr assorbe la Banca di Port-Said. Questa era stata creata nel 1960 per controllare le operazioni egiziane di varie banche straniere, inclusa la Ionian Bank, la Banca Ottomana, la Banque Belge et Internationale en Égypte e la Tōkyō Ginkō.
- 1975 La liberalizzazione degli introiti stranieri induce varie banche egiziane a dar vita a joint venture bancarie con istituti di credito stranieri.
- 1976 La Banca Misr istituisce la Misr International Bank (MIBank) con il controllo da parte delle Banca Misr del 44% del pacchetto proprietario, la First Chicago col 20%, Europartners con il 10,5%, la UBAF Bank con l'8,5%, il Banco di Roma col 7,375% e con la Mitsui Ginkō col 2.625%.

La Banca Misr costituisce la Misr American International Bank (MAIB) con la Bank of America.
La Banca Misr crea la Misr Exterior Bank in joint venture con il Banco Exterior de España.
- 1977 La Banca Misr dà vita alla Misr Romanian Bank, insieme con un certo numero di istituti bancari romeni. La Banca Misr inizialmente possiede il 51% della proprietà, mentre la Banca Romana de Comert Exterior controlla il 19%, e altre banche romene, come la Banca Agricola e la Banca Comerciala Romana posseggono il rimanente.
- 1988 La Banque du Caire acquisisce un 17% di MIBank, e la Banca Misr acquista il 20% della First Chicago.
- 1995 La Banca Misr forma con la Banca di Alessandria, la National Bank of Egypt, la Banque du Caire e la Kato Aromatics la Cairo International Bank in Uganda.
- 1996 MIBank mette in vendita il 10% delle sue quote al pubblico egiziano in un'offerta pubblica iniziale.  I rimanenti possessori di quote restano la Banca Misr con circa il 55%, la Banca di Roma International (10%), la British Arab Commercial Bank (8.5%), la Commerzbank e il Banco Central Hispano Americano (congiuntamente il 7,875%) e Sakura Bank (2.625%).